# Travessia do Reno

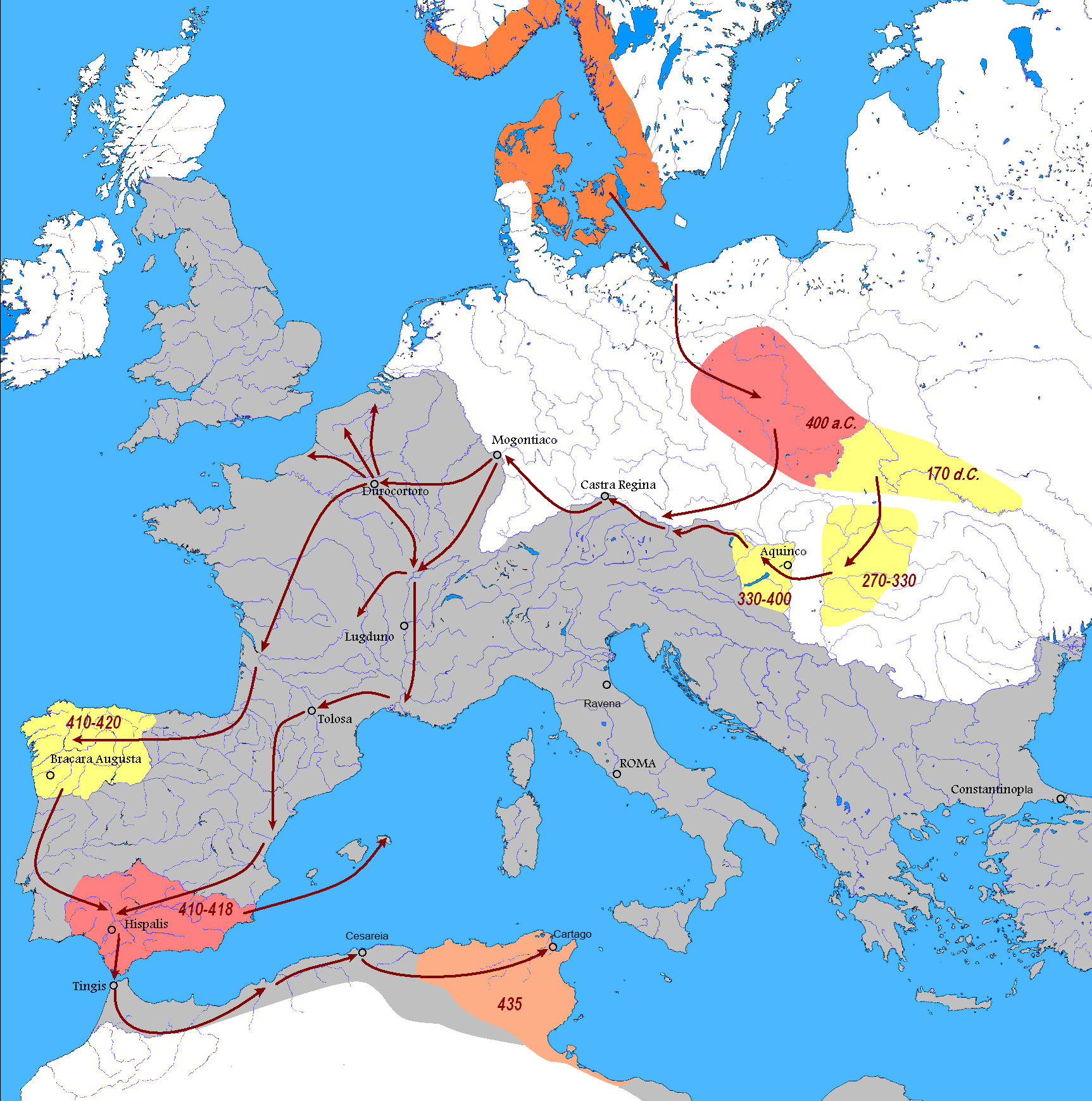
Rotas de migrações dos vândalos

A Travessia do Reno pelas tribos bárbaras - dentre elas, vândalos, alanos e suevos - em 31 de dezembro de 406 é geralmente citada como o início das invasões bárbaras que levariam ao fim o Império Romano do Ocidente. Atravessar o Reno ultrapassava uma das mais seguras fronteiras do Império Romano, um momento crucial no declínio do império e início de uma onda de destruição de cidades romanas e do colapso da ordem no norte da Gália. A confusão provocada pelos invasores resultou ainda na ascensão de três usurpadores em sequência na província da Britânia.
É por este motivo que 31 de dezembro de 406, a data da travessia, é uma data importante do chamado Período das Migrações. O relato completo indica que "um grupo misto de vândalos, alanos e suevos atravessaram o Reno em Mogoncíaco (atual Mainz, na Alemanha) em 31 de dezembro de 406 e começaram a destruir a Gália". Diversos relatos escritos documentam a travessia e são suplementados pela cronologia detalhada de Próspero da Aquitânia, que fornece a data firme de 31 de dezembro.
Uma carta de Jerônimo escrita em Belém, fornece uma longa lista de tribos envolvidas -algumas delas, como é o caso dos quados e dos sármatas, retiradas da tradição histórica ou literária - menciona Mogoncíaco primeiro numa lista de cidades devastadas pela invasão e é este o único suporte para a tese de que a travessia do Reno, até então desprovido de pontes, teria se dado ali. Além de Mogoncíaco, Jerônimo cita ainda as modernas cidades de Worms, Reims, Amiens, Arras, Thérouanne, Tournai, Espira e Estrasburgo como vítimas da invasão.
O agrupamento inicial de bárbaros na margem leste do Reno tem sido interpretado como a junção de diversos bandos fugindo dos hunos ou de sobreviventes dos godos derrotados de Radagaiso, ambas as teses sem evidências diretas. O fato de o Reno estar congelado (o que teria facilitado a travessia), um fato não relatado por nenhuma das fontes contemporâneas, foi considerado plausível por Edward Gibbon. Antes da travessia, ainda na margem oriental, o bando misto de vândalos e alanos ainda teve que enfrentar um ataque dos francos. O rei vândalo Godigisel foi morto, mas os alanos correram para ajudá-los. Uma vez do lado romano da fronteira, o bando não encontrou nenhuma resistência organizada, pois Estilicão havia esvaziado as guarnições fronteiriças em 402 para enfrentar Alarico na Itália.
A "Nova História" de Zósimo (vi.3.1) afirma que a revolta do usurpador Marco da Britânia seria uma reação à presença de bárbaros na Gália em 406; a partir de um fragmento de Olimpiodoro, a aclamação de Marco, o primeiro dos usurpadores romano-britânicos, teria sido realizada naquele mesmo verão.

## 406 ou 405?
Um artigo de Michael Kulikowski revelou que "a sequência de eventos está coalhada de dificuldades técnicas", ignoradas nos relatos dos historiadores modernos, que ele acredita dependerem de Gibbon e de um outro, em sua reanálise das fontes históricas. Sua conclusão é que a data para a travessia do Reno no meio do inverno seria "31 de dezembro de 405", uma data que oferece uma cronologia de eventos na Bélgica, Gália e Britânia mais coerente. Kulikowski também demonstrou como o ano de 406 veio a ser escolhido.
A data de 31 de dezembro de 406 é firmemente defendida pelo relato de Próspero da Aquitânia em sua crônica ano-a-ano:
| “ | No sexto consulado de Arcádio e Probo, vândalos e alanos invadiram as Gálias, tendo cruzado o Reno na véspera das calendas de Janeiro. | ” |

O sexto consulado de Arcádio, tendo Probo como co-cônsul, corresponde a 406. Próspero nota ainda que a invasão da Itália por Radagaiso como sendo o principal evento do ano anterior e corretamente atribui ao ano seguinte (407) o golpe de Constantino III:"As três entidades estão ligadas e, juntas, tendem a contar um tipo de história", observa Kulikowski  "Próspero estava escrevendo uma crônica e este gênero detesta anos vazios. Por isso, como o gênero escolhido por ele necessitava de uma entrada para cada três anos, Próspero simplesmente redistribuiu sua sequência de eventos, colocando um por ano. Ele fez o mesmo em vários outros pontos de sua crônica."
Com a data tradicional de 31 de dezembro de 406 em mente, muito se debate sobre a inação de Estilicão, por vezes atribuída à sua estratégia de focar suas ambições na Ilíria. A data de Kulikowski, 31 de dezembro de 405, indica que Estilicão estaria completamente ocupado na Túscia enfrentando as forças de Radagaiso, que só seria completamente derrotado e finalmente executado em agosto de 406.